# Elena Fanchini
Elena Fanchini, född 30 april 1985 i Lovere i provinsen Bergamo i Lombardiet, död 8 februari 2023 i Solato, Pian Camuno, Lombardiet, var en italiensk alpin skidåkare. Hon var specialiserad i störtlopp men tävlade även i super-G och i storslalom.
Hon gjorde sin debut i Världscupen den 6 januari 2005. Redan den 2 december samma år tog hon sin första världscupseger i störtlopp i kanadensiska Lake Louise. Det dröjde åtta år innan hon hamnade på pallen igen, och då också i störtlopp, med två tredjeplatser i amerikanska Beaver Creek och Lake Louise i slutet av 2013. Hennes andra världscupseger kom den 16 januari 2015 när hon vann störtloppet i italienska Cortina d'Ampezzo.
I övrigt har hon en silvermedalj från världsmästerskapen 2005 (störtlopp) – vidare ett silver (störtlopp) och ett brons (super-G) från juniorvärldsmästerskapen samma år. Dessutom har hon vunnit fem guld och fyra silver i de italienska mästerskapen.
Hon var äldre syster till Nadia Fanchini, som tävlar i det italienska alpinlandslaget. Hon avled i sviterna av tjocktarmscancer.

## Pallplatser i världscupen
| Datum            | Plats             | Disciplin | Pl. |
| ---------------- | ----------------- | --------- | --- |
| 2 december 2005  | Lake Louise       | Störtlopp | 1:a |
| 29 november 2013 | Beaver Creek      | Störtlopp | 3:a |
| 6 december 2013  | Lake Louise       | Störtlopp | 3:a |
| 16 januari 2015  | Cortina d'Ampezzo | Störtlopp | 1:a |